# Sérgio Luiz
Sérgio Luiz foi um autor português de banda desenhada. Nasceu em 30 de setembro de 1921, na Praia da Granja, Espinho, e morreu em 24 de Janeiro de 1943.

## História
Filho do escultor e professor Luis Fernandes, Sérgio Luiz foi um dos precursores da banda desenhada em Portugal. Sérgio viveu a maior parte de sua vida em Leiria, onde começou a desenhar, mudando-se em 1939 para Lisboa. Juntamente com o seu irmão Güy Manuel, começou a colaborar com a revista O Papagaio em 1938.
Em 1939 foi publicada a primeira aventura do Boneco Rebelde, em O Papagaio. A personagem obteve logo um grande sucesso. Em 1941, o autor levou as aventuras do Boneco Rebelde para filme de animação. É considerado um dos pioneiros do desenho animado em Portugal. O filme, desenhado e montado em um estúdio artesanal improvisado na casa do autor, foi exibido nos Cinemas Jardim e Europa, em Lisboa.
O trabalho de Sérgio Luiz ultrapassava muitas vezes os convencionalismos da banda desenhada de então, quando, por exemplo, utilizava técnicas de metalinguagem, fazendo com que a personagem interagisse com o próprio autor. Além das participações em O Papagaio, Sérgio e Güy também publicaram trabalhos em outras revistas como Pim Pam Pum!, Faísca, Acção Infantil e Engenhocas.
Sérgio morreu prematuramente aos 21 anos, vitimado por uma tuberculose. A última aventura do Boneco Rebelde foi publicada em 20 de Maio de 1943.